# Matthiola erlangeriana
Matthiola erlangeriana là một loài thực vật có hoa trong họ Thiến thảo. Loài này được Engl. mô tả khoa học đầu tiên năm 1903.